# Erik Wahlbergson

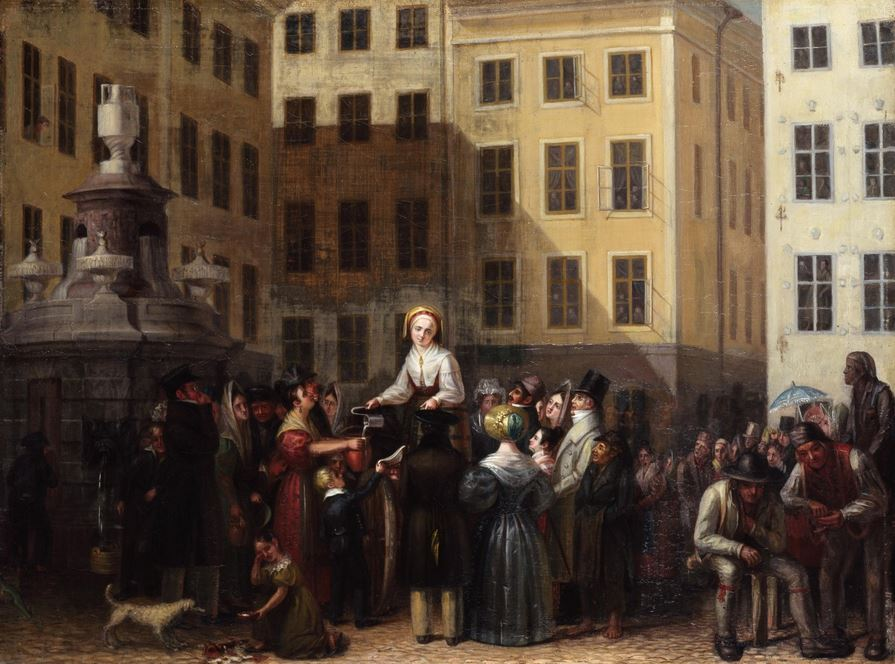
Vackra Dalkullan säljer mjölk på Stortorget av Erik Wahlbergson

Erik Wahlbergson, ursprungligen Wahlberg, född 5 mars 1808 i Härkeberga socken, Uppsala län, död 18 oktober 1865 på Konradsberg, Stockholm, var en svensk målare.
Wahlbergson studerade konst för Fredric Westin på Konstakademin i Stockholm och därefter på akademien i Düsseldorf där han 1835 utförde altarbilden Maria med barnet, herdar och änglar för Kristineberg i Stockholm. Han medverkade ett flertal gånger i konstakademiens utställningar 1836–1860. Hans konst består av landskap, porträtt samt bibliska, mytologiska och historiska motiv. Bland hans offentliga arbeten finns ett flertal porträtt på Drottningholms slott och Riksdagshuset i Stockholm. Wahlbergson är representerad vid Nationalmuseum, Nordiska museet, Stockholms stadsmuseum, Östergötlands museum,  Norrköpings konstmuseum, Postmuseum, Kungliga biblioteket, Göteborgs konstmuseum, Livrustkammaren  Hedvig Eleonora kyrka och Musée Bernadotte i Pau.